# 大同幼稚园
31°13′17″N 121°27′58″E / 31.22147°N 121.46598°E
大同幼稚园，是一个位于上海市黄浦区南昌路48号的幼稚园。现留有旧址，为黄浦区文物保护单位。

## 历史

### 筹建
1927年国共内战爆发，中国国民党实行清党政策，迫使中国共产党转入地下工作，其中一些中共领导者彭湃、杨殷等被捕杀害；中共党员无暇顾及家中幼童。为保护、抚育中共领导人遗孤或子女，1929年下半年，由周恩来提议、中共中央决定创办一所幼稚园。中国革命互济会筹办，并由董健吾出任负责人（当时董健吾的公开身份是上海圣彼得大教堂的牧师），經費由中共党组织供给。出于安全考虑，中共上海地下党负责人周恩来还请宋庆龄为大同幼稚园题写牌匾，又请国民党元老于右任为大同幼稚园题写园名，用作掩护。

### 建立
1930年3月，大同幼稚园正式开园。园址最初选在戈登路武定路路口肖智吉医生的一幢石库门房子（今江宁路441号，现已拆除），但房子毗邻英租界巡捕房，且空间狭小，孩子们也没有活动场所。大同幼稚园的保育员大多是中共地下党员及其家属，如李立三的妻子李崇善、李伟森的妻子陈凤仙、董健吾的妻子郑兰芳等。进入幼稚园的孩子只有20多个，其中包括有蔡和森之女蔡转、恽代英之子恽希仲、彭湃之子彭小丕、李立三之女李力、杨殷之子等。1930年11月，杨开慧死后，毛泽东的三子毛岸英、毛岸青和毛岸龙也经毛泽民安排，从湖南转到上海，在大同幼稚园被秘密抚养。为保护中共将领后代安全，孩子们在入园的时，家长姓名与地址绝对保密。1931年春，大同幼稚园搬到了陶尔斐斯路341号（今南昌路48号），附近有法国公园（今复兴公园）可供孩子们活动。

### 关闭
1931年4月，负责中国共产党中央特别行动科的顾顺章被捕后变节。因为顾顺章认识董健吾，董健吾被迫转移，幼稚园改由王弼负责。1932年3月，大同幼稚园保育员桂荷英外出后失踪。当时幼稚园又被租界当局盯上，为安全起见，中共地下党决定立即解散大同幼稚园，将孩子们分散保护转移。

### 重建
中华人民共和国成立后，大同幼稚园改名为雁荡路幼儿园，幼稚園舊址留給雁荡路小学三部使用。1987年，恢复大同幼稚园之名，由中华全国妇女联合会主席康克清题写园名。2006年12月，卢湾区文管会公布第二批登记在册不可移动文物名单，大同幼稚园位列其中。2007年12月29日，大同幼稚园旧址被公布为卢湾区文物保护单位（即之后的黄浦区）。